# Masked Singer (franchise)

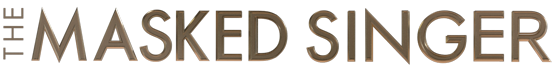
Logo della versione tedesca

Mask Singer è un format televisivo, basato sul programma televisivo sudcoreano Bongmyeon ga-wang.
Nel programma, alcune celebrità si esibiscono cantando indossando un costume che non permette di riconoscerle. Se perdono, vengono smascherate.

## Versioni internazionali
| Stato         | Titolo                                   | Emittente          |
| ------------- | ---------------------------------------- | ------------------ |
| Argentina     | Quien es la Mascara Argentina            | Telefe             |
| Australia     | The Masked Singer Australia              | Network Ten        |
| Belgio        | The Masked Singer                        | VTM                |
| Bulgaria      | The Masked Singer (Маскираният певец)    | Nova Television    |
| Cina          | King of Mask Singer (蒙面歌王)           | JSTV               |
| Danimarca     | Hvem holder masken?                      | TV 2               |
| Germania      | The Masked Singer                        | ProSieben          |
| Estonia       | Maskis laulja                            | TV3                |
| Finlandia     | Masked Singer Suomi                      | MTV3               |
| Francia       | The Masked Singer (Le Chanteur Masqué)   | TF1                |
| Grecia        | Masked Singer Greece                     | Skai TV            |
| Indonesia     | The Mask Singer Indonesia                | GTV                |
| Italia        | Il cantante mascherato                   | Rai 1              |
| Croazia       | Masked Singer                            | RTL                |
| Messico       | Who is The Mask? (¿Quién es La Máscara?) | Televisa           |
| Birmania      | The Masked Singer Myanmar                | MRTV Entertainment |
| Nuova Zelanda | The Masked Singer NZ                     | Three              |
| Paesi Bassi   | The Masked Singer                        | RTL 4              |
| Norvegia      | Maskorama                                | NRK                |
| Austria       | The Masked Singer Austria                | Puls 4             |
| Panama        | ¿Quien es la Mascara?                    | TVN                |
| Perù          | ¿Quien es la Mascara?                    | Latina             |
| Portogallo    | A Máscara                                | SIC                |
| Romania       | The Masked Singer Romania                | Pro TV             |
| Russia        | Маска                                    | NTW                |
| Svezia        | Masked Singer Sverige                    | TV4                |
| Svizzera      | The Masked Singer Switzerland            | ProSieben Schweiz  |
| Slovacchia    | Zlatá maska (Goldene Maske)              | TV JOJ             |
| Spagna        | Mask Singer: Adivina quién canta         | Antena 3           |
| Sudafrica     | The Masked Singer South Africa           | SABC 2             |
| Corea del Sud | Bongmyeon ga-wang                        | MBC                |
| Thailandia    | The Mask Singer                          | Workpoint TV       |
| Rep. Ceca     | Zlatá Maska                              | TV Prima           |
| Turchia       | Maske Kimsin Sen?                        | FOX Türkiye        |
| Ungheria      | Álarcos énekes                           | RTL Klub           |
| Uruguay       | ¿Quién es la Máscara?                    | Teledoce           |
| Regno Unito   | The Masked Singer                        | ITV                |
| Stati Uniti   | The Masked Singer                        | Fox                |
| Vietnam       | Mask Star                                | HTV7               |
| Mondo arabo   | MBC THE MASKED SINGER                    | MBC                |